# Nesles (Seine-et-Marne)
Nesles is een plaats in het Franse departement Seine-et-Marne in de gemeente Lumigny-Nesles-Ormeaux.

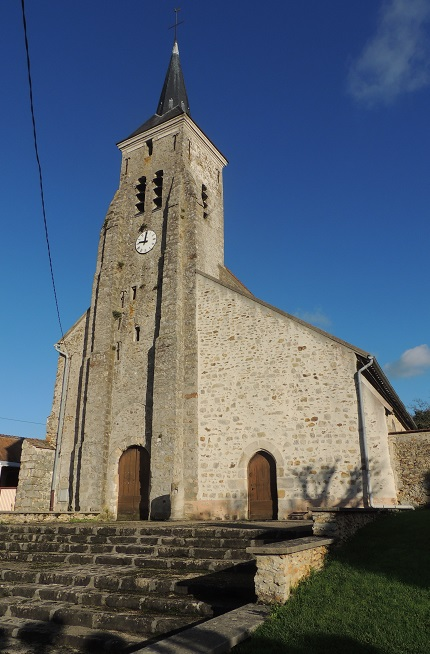
De kerk van Nesles

## Geschiedenis
Op 1 januari 1973 fuseerde de gemeente met Lumigny en Ormeaux in een fusion-association tot één gemeente. Dit hield in dat Nesles als commune associée nog enige mate van zelfstandigheid behield.
Lumigny · Nesles · Ormeaux